# Field-Gletscher
Der Field-Gletscher ist ein Gletscher an der Loubet-Küste des Grahamland auf der Antarktischen Halbinsel. Er fließt südlich der Salmon Cove in westlicher Richtung zum Lallemand-Fjord.
Luftaufnahmen der Falkland Islands and Dependencies Aerial Survey Expedition (FIDASE, 1956–1957) dienten seiner Kartierung. Das UK Antarctic Place-Names Committee benannte ihn am 23. September 1960 nach dem US-amerikanischen Glaziologen und Geodäten William Bradhurst Osgood Field (1904–1994) von der American Geographical Society.